# Ałżan Żarmuchamiedow
Ałżan Musurbiekowicz Żarmuchamiedow (ros.: Алжан Мусурбекович Жармухамедов; kaz.: Әлжан Мүсірбекұлы Жармұхамедов, Älżan Müsyrbekuły Żarmuchamedow; ur. 2 października 1944 w Tabaksaju, zm. 3 grudnia 2022) – radziecki koszykarz i rosyjski trener koszykarski. 

## Życiorys
Jako zawodnik zdobył złoty medal podczas XX Letnich Igrzysk Olimpijskich w Monachium (1972) i brązowy medal podczas XXI Letnich Igrzysk Olimpijskich w Montrealu (1976). Jego ojciec był Kazachem, a matka Rosjanką.